# Кей Нишикори
Кей Нишикори (на японски: 錦織圭) е японски тенисист.

## Биография
Кей Нишикори е роден на 16 август 2001 г. в Мацуе в префектура Шимане, Япония. Баща му Кийоши е инженер, а майка му Ери е учителка по пиано. Той има по-голяма сестра Рейна, която е завършила колеж и работи в Токио. Започва да играе тенис на петгодишна възраст. За първи път печели японското първенство по тенис за деца през 2001 г. и завършва гимназията Аомори-Ямада. Нишикори се премества в Брейдънтън, Флорида, за да се присъедини към IMG Academy през 2004 г. на 14-годишна възраст. Треньор на Нишикори е Брад Гилбърт. Данте Ботини е негов треньор от декември 2010 г. Бившият номер 2 в света Майкъл Ченг влиза в неговия треньорски екип от януари 2014 г.
Кей Нишикори се жени за дългогодишната си приятелка Май Ямаучи през декември 2020 г. Забавленията му включват футбол, голф, четене и слушане на музика.

## Кариера

### Успехи като юноша
Нишикори печели титлата Riad 21 в Рабат, Мароко през 2004 г. и стига до четвъртфиналите на Ролан Гарос за юноши през 2006 г. Партнира си с Емилиано Маса, печели Ролан Гарос за юноши през 2006 г. Нишикори печели турнира Luxilon Cup 2007, проведен на кортовете на Маями Оупън през 2007, побеждава Майкъл Маклун с 6–7(2–7), 6–4, 6–1.

### 2006
Нишикори се класира за основната схема на Фючърс от веригата на ITF, проведен в Масатлан, Мексико и го печели. Той започва годината, като получава уайлдкард на Чалънджър в Киото, Япония.

### 2007
Достига до финалите на два турнира от професионалната верига на Американската Тенис Асоциация, като губи срещу Доналд Йънг в Литъл Рок, Арканзас и срещу Алекс Богомолов Младши в Карсън, Калифорния. Той печели титлата на двойки в Литъл Рок, партнирайки си с Доналд Йънг. Играе заедно на двойки с трикратния шампион на Ролан Гарос Густаво Куертен на турнирът „Сони Ериксон Оупън“ в Маями, Флорида, където губят още първи кръг. Нишикори служи като спаринг партньор на Роджър Федерер на Уимбълдън.
След дебюта си в основна схема на турнир от ATP в Лос Анджелис, той преодолява квалификациите и на турнира „Индианаполис Тенис Чемпиъншипс“ през юли 2007 г. Побеждава Алехандро Фая в първи кръг с 6–4, 6–3, записва първата си победа в основна схема на турнир от ATP. В следващия кръг преодолява в три сета Михаел Берер, елиминирал седмия поставен в схемата Роби Джинепри, достига до първия си четвъртфинал на ниво ATP. Губи от евентуалния шампион Дмитрий Турсунов още в следващия кръг, но въпреки загубата, Нишикори става най-младият тенисист, стигал до четвъртфиналите в Индианаполис след Борис Бекер, който стига до полуфиналната фаза през 1985 г.
При участието на третия си ATP турнир, Нишикори отстранява Теймураз Габашвили в първи кръг във Вашингтон, преди да загуби срещу Жюлиен Бенето във втория. Преодолява квалификациите на ATP турнира в Пекин, но губи в първи кръг срещу Иван Любичич. Нишикори получава уайлдкард на ATP турнира в Токио, Япония, където претърпява загуба още в първи кръг от Зак Флайшман. Той участва в церемонията по тегленето на жребия в Токио и получава нагарадата „Tokyo Sports Writers Club“. Нишикори представя Япония на Азиатския Хопман Къп през 2007 г. в Банкок, Тайланд.

### 2008
Нишикори започва годината, като достига полуфиналите на Чалънджър в Маями. След това участва на турнира Делрей Бийч Интернешънал Тенис Чемпиъншипс като квалификант, заемащ No. 244 в световната ранглиста. Влиза в основната схема, след победи над Николас Тодеро и Алекс Богомолов Младши в квалификациите. В първи кръг преодолява Флориан Майер, след като германецът се отказва във втория сет. Във втори кръг Нишикори побеждава Амер Делич, друг квалификант. На четвъртфиналите, той записва победа срещу Боби Рейнолдс. На полуфиналите слага край на участието на Сам Куери, след като печели третия сет в тайбрек. На финала Нишикори взима ценна победа над първия поставен в схемата Джеймс Блейк, след успех в три сета 3–6, 6–1, 6–4, превръща се в първия японец от близо 16 години, печелил титла от ATP.. Губи още в първия си мач на Мастърса в Маями от испанския тенисист Алберт Монтанес. Седмици по-късно негов съперник отново е Джеймс Блейк, този път на турнира River Oaks International в Хюстън, Тексас в първи кръг, но Кей губи с 4–6, 4–6. Изправя се срещу Рафаел Надал в трети кръг на Куинс Клъб Чемпиъншипс, губи с 4–6, 6–3, 3–6, в мач, продължил малко над два часа. Въпреки че негов съперник е световният No.2, Нишикори играе добре и показва, че е обещаващ млад талант. Неговата първа поява на турнир от Големия шлем е на тревните кортове на Уимбълдън на 23 юни 2008 г. Участието му приключва още в първи кръг срещу французина Марк Жикел, след като японецът се отказва във втория сет заради разтежение на коремните мускули, като преди това печели първия сет с 6–4, но изпуска втория с 5–7. През август Нишикори представя страната си на Олимпийските Игри в Пекин, получава уайлдкард за основната схема. Претърпява загуба още в първи кръг от германеца Райнер Шутлер.
Нишикори дебютира на Ю Ес Оупън, отстранявайки 29-ият поставен Хуан Монако с 6–2, 6–2, 5–7, 6–2 в първи кръг. Достига трети кръг, след отказването на хърватина Роко Каранушич във втори кръг. На 30 август 2008 г., той става първият японски тенисист, участвал в осминафиналната фаза на Ю Ес Оупън от 71 години насам, след като пречупва четвъртият поставен Давид Ферер в пет сета, 6–4, 6–4, 3–6, 2–6, 7–5, в мач, чиито изход е смятан за една от най-големите изненади на турнира. Въпреки доброто си представяне до тази фаза на турнира, Нишикори изпуска шанса си да участва в четвъртфиналите, след като отстъпва на 17-ия поставен в схемата аржентинец Хуан Мартин дел Потро в три сета, 3–6, 4–6, 3–6.
На Тенис турнира в Токио, Кей играе на осминафиналите, преди да претърпи загуба от французина Ришар Гаске с 1–6, 2–6.
Нишикори получава уайлдкард за Стокхолм Оупън, където стига до втория си полуфинал за годината на ATP ниво, въпреки контузията в коляното, с която играе. Опонентът му на четвъртфиналите е Марио Анчич, но той не излиза за двубоя им, отказвайки се поради заболяване. На полуфиналите, японецът е разгромен от четвъртия поставен Робин Сьодерлинг, взимайки само гейм на шведа, 1–6, 0–6.

## Кариерна статистика

#### Финали на турнири от Голям шлем (1)
| година | турнир | съперник    | резултат      |
| ------ | ------ | ----------- | ------------- |
| 2014   | ОП САЩ | Марин Чилич | 3–6, 3–6, 3–6 |

#### Олимпийски игри (1 бронзов медал)
| година | медал | турнир   | Настилка | съперник     | резултат           |
| ------ | ----- | -------- | -------- | ------------ | ------------------ |
| 2016   | Бронз | Рио 2016 | твърда   | Рафаел Надал | 6–2, 6–7(1–7), 6–3 |

#### Финали натурнири от сериите Мастърс(4)
| година | турнир       | съперник във финала | резултат                 |
| ------ | ------------ | ------------------- | ------------------------ |
| 2014   | Мадрид Оупън | Рафаел Надал        | 6–2, 4–6, 0–3 отказва се |
| 2016   | Маями Оупън  | Новак Джокович      | 3–6, 3–6                 |
| 2016   | Канада Оупън | Новак Джокович      | 3–6, 5–7                 |
| 2018   | Монте Карло  | Рафаел Надал        | 3–6, 2–6                 |

### ATP финали Сингъл (12 титли; 27 финала)
| Легенда                               |
| ------------------------------------- |
| Турнири от Големия шлем (0–1)         |
| Финали на Световния Тур на ATP (0–0)  |
| Турнири от Сериите Мастърс 1000 (0–1) |
| Турнири от Сериите 500 (5–2)          |
| Турнири от Сериите 250 (4–1)          |

| Финали по настилка |
| ------------------ |
| Твърда (7–3)       |
| Трева (0–0)        |
| Клей (2–2)         |
| Килим (0–0)        |

|        | П–З   | Година            | Турнир               | Клас         | Настилка   | Опонент               | Резултат                 |
| ------ | ----- | ----------------- | -------------------- | ------------ | ---------- | --------------------- | ------------------------ |
| Победа | 1–0   | 11 февруари 2008  | Делрей Бийч          | Международни | Твърда     | Джеймс Блейк          | 3–6, 6–1, 6–4            |
| Загуба | 1–1   | 10 април 2011     | Хюстън               | 250 серии    | Клей       | Райън Суитинг         | 4–6, 6–7(3–7)            |
| Загуба | 1–2   | 6 ноември 2011    | Суис Индорс          | 500 серии    | Твърда (з) | Роджър Федерер        | 1–6, 3–6                 |
| Победа | 2–2   | 7 октомври 2012   | Япония Оупън (1)     | 500 серии    | Твърда     | Милош Раонич          | 7–6(7–5), 3–6, 6–0       |
| Победа | 3–2   | 24 февруари 2013  | Ю Ес Индор (1)       | 500 серии    | Твърда (з) | Фелисиано Лопес       | 6–2, 6–3                 |
| Победа | 4–2   | 16 февруари 2014  | Ю Ес Индор (2)       | 250 серии    | Твърда (з) | Иво Карлович          | 6–4, 7–6(7–0)            |
| Победа | 5–2   | 27 април 2014     | Барселона Оупън (1)  | 500 серии    | Клей       | Сантяго Хиралдо       | 6–2, 6–2                 |
| Загуба | 5–3   | 11 май 2014       | Мадрид Оупън         | Мастърс 1000 | Клей       | Рафаел Надал          | 6–2, 4–6, 0–3 отказва се |
| Загуба | 5–4   | 8 септември 2014  | ОП САЩ               | Голям шлем   | Твърда     | Марин Чилич           | 3–6, 3–6, 3–6            |
| Победа | 6–4   | 28 септември 2014 | Малайзия Оупън       | 250 серии    | Твърда (з) | Жулиен Бенето         | 7–6(7–4), 6–4            |
| Победа | 7–4   | 5 октомври 2014   | Япония Оупън (2)     | 500 серии    | Твърда     | Милош Раонич          | 7–6(7–5), 4–6, 6–4       |
| Победа | 8–4   | 15 февруари 2015  | Мемфис Оупън (3)     | 250 серии    | Твърда (з) | Кевин Андерсън        | 6–4, 6–4                 |
| Загуба | 8–5   | 28 февруари 2015  | Мексико Оупън        | 500 серии    | Твърда     | Давид Ферер           | 3–6, 5–7                 |
| Победа | 9–5   | 26 април 2015     | Барселона Оупън (2)  | 500 серии    | Клей       | Пабло Андухар         | 6–4, 6–4                 |
| Победа | 10–5  | 2015              | Вашингтон Оупън      | 500 серии    | Твърда     | Джон Иснър            | 4–6, 6–4, 6–4            |
| Победа | 11–5  | 2016              | Мемфис Оупън (4)     | 250 серии    | Твърда (з) | Тейлър Фриц           | 6–4, 6–4                 |
| Загуба | 11–6  | 2016              | Маями Оупън          | Мастърс 1000 | Твърда     | Новак Джокович        | 3–6, 3–6                 |
| Загуба | 11–7  | 2016              | Барселона Оупън (2)  | 500 серии    | Клей       | Рафаел Надал          | 4–6, 5–7                 |
| Загуба | 11–8  | 2016              | Канада Оупън         | Мастърс 1000 | Твърда     | Новак Джокович        | 3–6, 5–7                 |
| Загуба | 11–9  | 2016              | Суис Индорс          | 500 серии    | Твърда (з) | Марин Чилич           | 1–6, 6–7(5–7)            |
| Загуба | 11–10 | 2017              | Бризбън Интернешънъл | 250 серии    | Твърда     | Григор Димитров       | 2–6, 6–2, 3–6            |
| Загуба | 11–11 | 2017              | Аржентина Оупън      | 250 серии    | Клей       | Александър Долгополов | 6–7(4–7), 4–6            |
| Загуба | 11–12 | 2018              | Монте Карло          | Мастърс 1000 | Клей       | Рафаел Надал          | 3–6, 2–6                 |
| Загуба | 11–13 | 2018              | Япония Оупън         | 500 серии    | Твърда (з) | Даниил Медведев       | 2–6, 4–6                 |
| Загуба | 11–14 | 2018              | Виена Оупън          | 500 серии    | Твърда (з) | Кевин Андерсън        | 3–6, 6–7(3–7)            |
| Победа | 12–14 | 2019              | Бризбън Интернешънъл | 250 серии    | Твърда     | Даниил Медведев       | 6–4, 3–6, 6–2            |
| Загуба | 12–15 | 2025              | Хонконг Оупън        | 250 серии    | Твърда     | Александър Мюлер      | 6–2, 1–6, 3–6            |

(з) = В зала